# Зулайхо Махмадшоєва
Зулайхо Махмадшоєва (тадж. Зулайхо Маҳмадшоева; 9 вересня 1993, Фархорський район) — таджицька попспівачка.

## Біографія
Народилася 9 вересня 1993 року в Фархорському районі. Її мати була танцівницею. Зулайхо — старша дочка в родині, має трьох братів і сестру. Закінчила школу № 1 Фархорського району. 
З раннього дитинства була шанувальницею Маніжі Давлатової і мріяла стати поп-співачкою. Співпрацює з Маніжю Давлатовю, композитором Бахріддіном Сабуром, а кілька її пісень написала Маніжа Давлатова. 
Одружена, має сина.

## Творчість
29 квітня 2017 року в концертному залі «Геолог» у Москві відбувся концерт під назвою «Світ кохання». Зулайхо Махмадшоєва більше співає на весіллях.

### Пісні
- Ватан;
- Ман ҳамон Зу Зуям;
- Ёр;
- Мамнунам;
- Бай бай;
- Дили девона;
- Бачаҷони ман;
- Бачаи хушномак;
- Тӯёна…